# Lindebeuf
Lindebeuf est une commune française située dans le département de la Seine-Maritime en région Normandie..

## Géographie
Les communes limitrophes sont  Berville-en-Caux, Boudeville, Imbleville, Le Torp-Mesnil, Ouville-l'Abbaye, Val-de-Saâne et Vibeuf.

### Localisation
Située dans la région de Haute-Normandie, débouché naturel du Bassin parisien pour accéder à la mer et dont les deux grands ports maritimes sont le Havre et Rouen, Lindebeuf est une commune du département de la Seine-Maritime (précédemment Seine-Inférieure jusqu'en 1955) située en pays de Caux.
La commune est proche du parc naturel régional des Boucles de la Seine normande.

### Communes limitrophes
Lindebeuf est entourée par les communes suivantes :

### Géologie et relief
La superficie de la commune est de 462 hectares ; son altitude varie entre 120 et 167 mètres.
Située sur un plateau orné de molles ondulations, son sous-sol est constitué de fortes couches de craies recouvertes de limons atteignant plusieurs mètres d'épaisseur par endroits.
La commune ne comprenait aucune cavité souterraine recensée dans l'inventaire de Haute-Normandie BRGM/RP-54437-FR de décembre 2005.

### Hydrographie
La commune est située dans le bassin Seine-Normandie. Elle n'est drainée par aucun cours d'eau,.

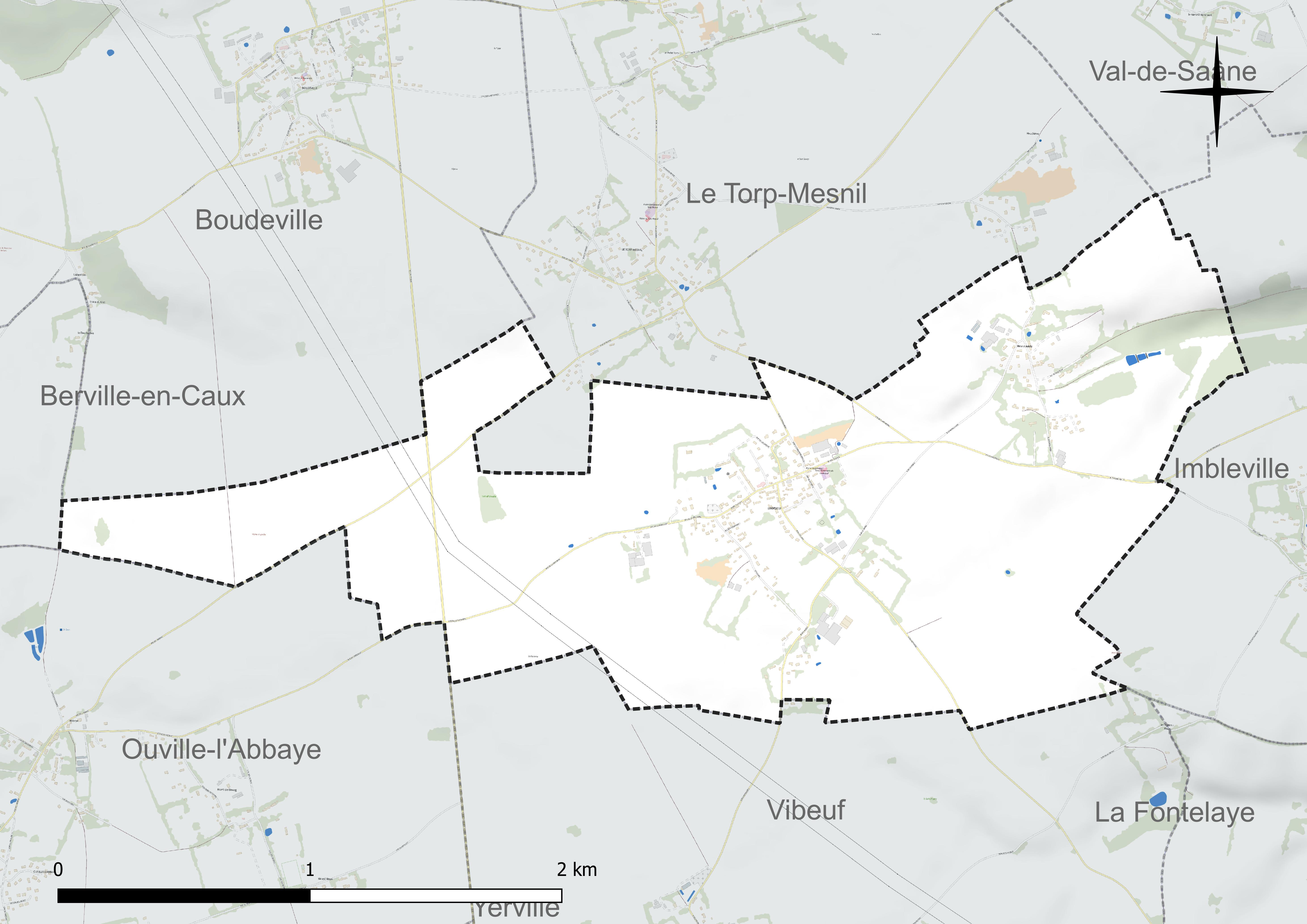
Réseau hydrographique de Lindebeuf.

### Climat
Pour des articles plus généraux, voir Climat de la Normandie et Climat de la Seine-Maritime.
En 2010, le climat de la commune est de type climat océanique altéré, selon une étude du CNRS s'appuyant sur une série de données couvrant la période 1971-2000. En 2020, Météo-France publie une typologie des climats de la France métropolitaine dans laquelle la commune est exposée à un climat océanique et est dans la région climatique Côtes de la Manche orientale, caractérisée par un faible ensoleillement (1 550 h/an) ; forte humidité de l’air (plus de 20 h/jour avec humidité relative > 80 % en hiver), vents forts fréquents. Parallèlement le GIEC normand, un groupe régional d’experts sur le climat, différencie quant à lui, dans une étude de 2020, trois grands types de climats pour la région Normandie, nuancés à une échelle plus fine par les facteurs géographiques locaux. La commune est, selon ce zonage, exposée à un « climat maritime », correspondant au Pays de Caux, frais, humide et pluvieux, légèrement plus frais que dans le Cotentin.
Pour la période 1971-2000, la température annuelle moyenne est de 10,1 °C, avec une amplitude thermique annuelle de 13,5 °C. Le cumul annuel moyen de précipitations est de 918 mm, avec 13,5 jours de précipitations en janvier et 8,8 jours en juillet. Pour la période 1991-2020, la température moyenne annuelle observée sur la station météorologique la plus proche, située sur la commune d'Ectot-lès-Baons à 10 km à vol d'oiseau, est de 10,8 °C et le cumul annuel moyen de précipitations est de 905,5 mm,. Pour l'avenir, les paramètres climatiques de la commune estimés pour 2050 selon différents scénarios d’émission de gaz à effet de serre sont consultables sur un site dédié publié par Météo-France en novembre 2022.

## Urbanisme

### Typologie
Au 1er janvier 2024, Lindebeuf est catégorisée commune rurale à habitat dispersé, selon la nouvelle grille communale de densité à sept niveaux définie par l'Insee en 2022.
Elle est située hors unité urbaine. Par ailleurs la commune fait partie de l'aire d'attraction de Rouen, dont elle est une commune de la couronne,. Cette aire, qui regroupe 317 communes, est catégorisée dans les aires de 200 000 à moins de 700 000 habitants,.

### Occupation des sols
L'occupation des sols de la commune, telle qu'elle ressort de la base de données européenne d’occupation biophysique des sols Corine Land Cover (CLC), est marquée par l'importance des territoires agricoles (98,2 % en 2018), une proportion identique à celle de 1990 (98,2 %). La répartition détaillée en 2018 est la suivante : 
terres arables (74,2 %), zones agricoles hétérogènes (23,9 %), forêts (1,8 %), prairies (0,1 %). L'évolution de l’occupation des sols de la commune et de ses infrastructures peut être observée sur les différentes représentations cartographiques du territoire : la carte de Cassini (XVIIIe siècle), la carte d'état-major (1820-1866) et les cartes ou photos aériennes de l'IGN pour la période actuelle (1950 à aujourd'hui).

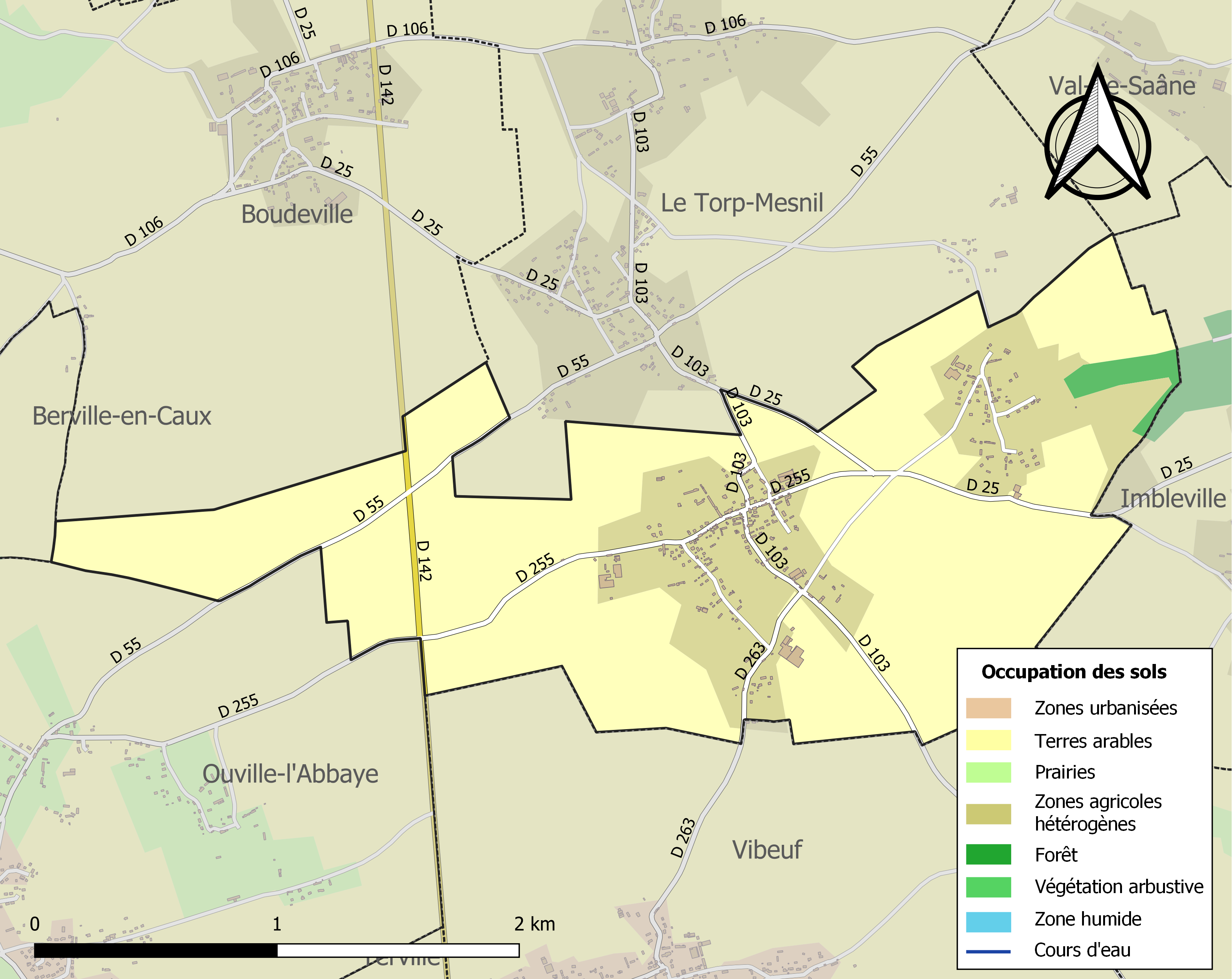
Carte des infrastructures et de l'occupation des sols de la commune en 2018 (CLC).

### Morphologie urbaine
Outre le chef-lieu, la commune comprend également le hameau du Mesnil-Adde.

### Logement

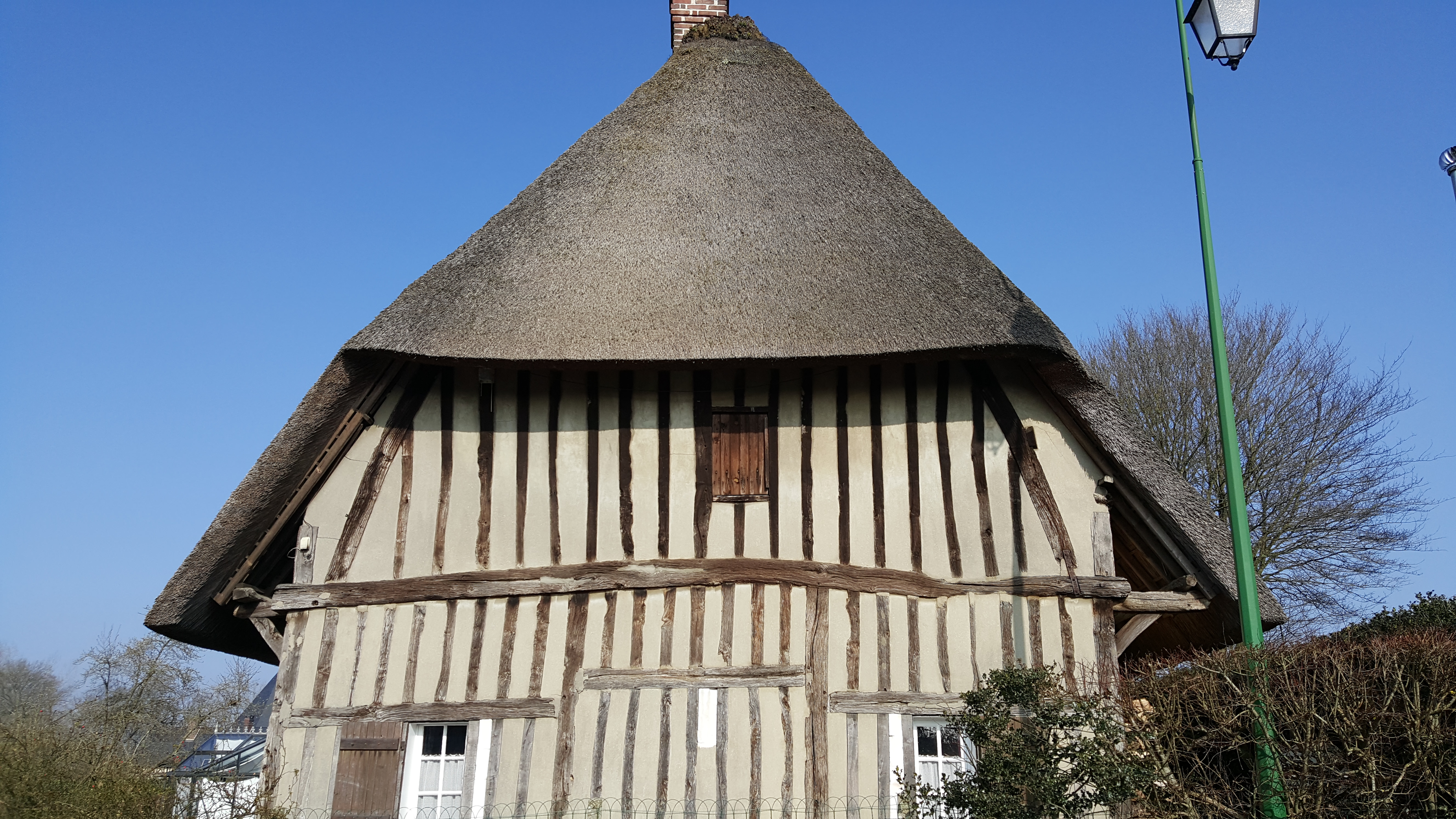
Longère normande traditionnelle à Lindebeuf.

La commune est composée de maisons contemporaines et de maisons ou chaumières cauchoises reconnaissables à leurs sablières, poteaux verticaux, guettes ou encore toits de chaume caractéristiques du pays.
En 2009, le nombre total de logements dans la commune était de 130, alors qu'il était de 109 en 1999.
Parmi ces logements, 94,6 % étaient des résidences principales, 3,1 % des résidences secondaires et 2,3 % des logements vacants. Ces logements étaient uniquement des maisons individuelles.
La proportion des résidences principales, propriétés de leurs occupants était de 82,8 %, comme à 1999 (82,4 %).

### Projets d'aménagement
Début 2012, le maire a présenté les projets d'aménagement pour la commune : sécurisation du centre-bourg, réaménagement du cimetière et ADSL ; ce dernier projet a été terminé début 2013.
Fin 2014, la pose de plusieurs panneaux d'arrêt a permis de sécuriser le centre du bourg et ses principaux accès.

### Voies de communication, transports et Internet haut débit

#### Voies de communication
La commune est desservie par l'A150 en direction du Havre et l'A151 en direction de Dieppe. Elle est également accessible par l'A29 qui relie la ville d'Amiens au Havre.
La D 142 puis la D 255 ou la D 103 permettent d'atteindre la commune qui se situe à égale distance des communes de Yerville et de Saint-Laurent-en-Caux.
La gare la plus proche se trouve à Motteville à une distance de 9,6 km de Lindebeuf. La commune est aussi desservie par les aéroports de Rouen et de Dieppe.

#### Transports scolaires
Des transports scolaires sont assurés pour la commune. Un ramassage scolaire a été mis en place au hameau du Mesnil Adde. Les communes desservies quotidiennement en semaine sont les suivantes : Auzebosc, Flamanville, La Fontelaye, Motteville, Vibeuf, Yerville, Yvetot.

#### Internet haut débit
La commune de Lindebeuf est entièrement équipée de la fibre depuis l'été 2022 et offre à ce titre des connexions haut débit.

## Toponymie
Le nom de la localité est attesté sous les formes Lindeboue en 1110 ou Lindebove en 1100 - 1110, Lindebeod en 1142,, Lindebeu, Lindebou, Lindebuef au XIIIe siècle. Il est également mentionné sous la forme Lindebœuf sur la carte de Cassini au XVIIIe siècle et noté avec cette graphie jusqu'au XIXe siècle.
Il s'agit d'un type toponymique normand en -beuf, que l'on trouve parfois noté -bœuf (par attraction graphique du nom de l'animal) ou encore -bo(t), parfois écrit -bosc ou -bo(s)q (par attraction graphique du mot bosc « bois »). Il procède du vieux norrois de l'est bóð (vieux danois both) « habitation » qui s'est perpétué dans l'anglais booth « cabane, cabine » de même origine et le danois bod « étal, boutique ». François de Beaurepaire donne à both le sens de « village », c'est-à-dire la même signification qu'au vieux norrois bú « maison, ferme; résidence, domaine; village » (certaines terminaisons en -by dans les pays scandinaves et en Angleterre). L'appellatif toponymique beuf est très répandu en Seine-Maritime, un peu moins dans l'Eure et assez peu en Basse-Normandie.
Le premier élément Linde- représente le vieux norrois lind « tilleul », il est cependant peut-être au pluriel, car la forme est Linde- et remonterait au pluriel lindi « tilleuls », d'où le sens global de « village au(x) tilleul(s) » ou « baraque du tilleul ». Il a pour homonyme Limbeuf (Eure, Limboth 1050) formé avec lind également.
Le vieux norrois lind se retrouve également dans Lintot, combiné à l'appellatif norrois topt « site d'une habitation, ferme » qui a abouti à la terminaison -tot en Normandie.

## Histoire
Les premiers habitants connus sont les Calètes arrivés au IVe siècle av. J.-C. dans le pays de Caux.
En 56 av. J.C. débute la conquête romaine. À cet égard, le récit de la campagne militaire de Jules César (De Bello Gallico : « Commentaires sur la Guerre des Gaules », livre II, 4, 9 ; livre VII, 75, 3-4, livre VIII, 7, 4) donne des détails sur les Calètes. Les auteurs antiques à avoir parlé des Calètes sont Strabon dans sa Géographie (livre IV, 1) ; Pline l'Ancien dans son Histoire naturelle (livre IV, 107) et Ptolémée dans sa Géographie (livre II, 8).
Vers 480 ap. J.-C., on assiste aux invasions des Francs. À partir de 841, les Vikings effectuent de fréquentes incursions en vallée de la Seine. Rollon, chef viking, obtient une région équivalente en taille à l'actuelle Haute-Normandie du roi de France Charles III par le traité de Saint-Clair-sur-Epte en 911. La région passe alors sous domination des ducs de Normandie.
En 1066, Guillaume le Conquérant, l'un de leurs descendants, ajouta le royaume d’Angleterre à son domaine avec la conquête de l'Angleterre.
En 1105, Osberne de Lindebeuf donne le patronage de l'église seigneuriale de Lindebeuf à l'abbaye de Saint-Wandrille. Toutefois ce patronage reviendra ultérieurement aux seigneurs du lieu.
Regnau de Lindebou, né vers 1236 et seigneur de Lindebeuf, d'Imbleville et de Masquerel, transmet ses droits en héritage sur Lindebeuf à l'une de ses trois filles mariée à Jehan de Beuseville. Ce dernier transmet ensuite le fief à Guillaume sire de Beuseville, de Lindebeuf et du Torp qui le revend à son tour en 1372 à Robert II de la Chapelle (celui assassiné par son fils en 1391 sur le chemin entre La Vaupalière et Lindebeuf).
Guillaume IX Martel de Saint Vigor, né vers 1385, fils de Guillaume VIII Martel de Basqueville et de Marguerite Martel Dame d'Angerville, devient à son tour seigneur de Lindebeuf. L'histoire des seigneurs de Lindebeuf devient alors intimement liée à celle de la famille Martel de Basqueville tel qu'illustré dans l'ouvrage éponyme par Amédée Hellot paru en 1979.
C'est le fils de Guillaume IX, Jehan Martel, tel que mentionné dans l'ouvrage intitulé Histoire généalogique et chronologique de la maison de France né vers 1425 et décédé le 30 août 1492 (issu du second lit de son père avec Mathilde Mahaut d'Estouville) qui prend le titre de seigneur de Bacqueville, de Lindebeuf et de La Vaupalière.
Jehan Martel d'abord marié en 1453 à sa cousine Jehanne Martel (dite dame de Lindebeuf), se remarie en secondes noces avec Renée Mallet de Graville de laquelle il aura un fils, Antoine Martel. Ce dernier seigneur de Lindebeuf, Thibermesnil et Grossœuvre se mariera avec Isabeu Masse de laquelle il aura un fils prénommé Charles 1er Martel tel qu'énoncé dans l'ouvrage La France protestante ou vie des protestants français par Eugène Haag.
Charles 1er, né vers 1502, prend alors pour première épouse Louise de Balzac en 1523 puis comme seconde femme Marie d'Yaucourt en 1544. Il se convertira au protestantisme en 1559. L'un de ses fils, François Martel, marié à Anne de Pons, dame de Marennes, devient ensuite seigneur de Lindebeuf et se convertit à son tour au protestantisme. C'est ce fils François qui sera supplicié en 1568 pour ne pas avoir dénoncé un complot protestant visant à s'emparer de la ville de Dieppe. Sa condamnation sera néanmoins cassée en 1570 et les ossements du mort restitués à la famille en 1571.
Anne de Pons transmet alors la seigneurie de Lindebeuf et du Torp à son fils Issac Martel Comte de Marennes et baron de l'île d'Oléron tel que stipulé dans l'ouvrage Le Grand dictionnaire historique du Moreri. Ce dernier épouse en premières noces Élisabeth Puchot de Gerponville de laquelle il aura deux fils, Gédéon et Samuel.
Gédéon Martel marié à Élisabeth Mothe Fouqué, et Comte de Marennes au décès de sa mère en 1611, devient alors seigneur de la terre de Lindebeuf qu'il s'empresse de céder à son frère Samuel baron de Saint Just. Celui-ci marié en 1629 avec Élisabeth Poussard de Vendre, vend à son tour le fief de Lindebeuf, le 7 janvier 1628 à Philippe de la Tour, seigneur de Torcy en Picardie. Le fief quitte alors la famille Martel.

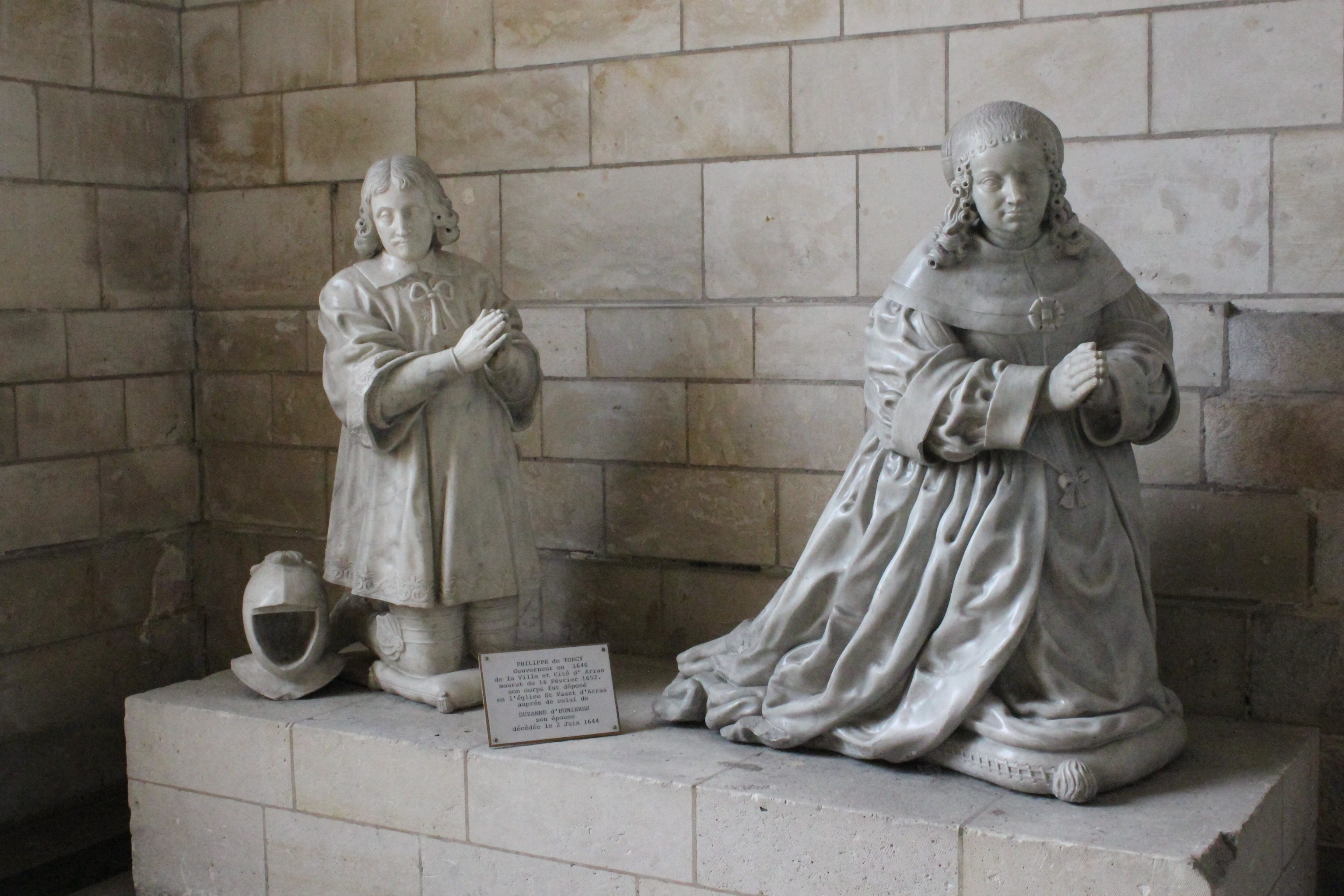
Philippe de Torcy, gouverneur d'Arras et sa femme, Suzanne d'Humières (Cathédrale Notre-Dame-et-Saint-Vaast d'Arras).

Gouverneur d'Arras, de Dieppe et de Cazal, seigneur de Torcy, Philippe de la Tour devenu seigneur de Lindebeuf épouse en premier lit Suzanne d'Humières avec laquelle il sera inhumé bien plus tard à l'abbaye Saint-Vaast d'Arras. Il épouse en secondes noces, le 6 septembre 1646, Angélique Sylvie de l'Hospital. C'est cette dernière qui obtiendra la démolition du temple protestant de Lindebeuf par un arrêté du Conseil d'État le 23 avril 1665 et tel que mentionné dans le Nobiliaire universel de France de Nicolas Viton de Saint Allais. Ce temple dit, la tour de Lindebeuf fut certainement construit de 1620 à 1627.
De cette seconde épouse, Philippe de la Tour aura un fils unique né vers 1648, Antoine Philibert, marquis de Torcy, baron de la Tour et d'Eigreville, seigneur et patron de Lindebeuf.
Antoine Philibert n'aura aucun descendant ni de sa première épouse Marie Françoise Elisabeth, demoiselle de Vitry, ni d'Anne Marie Geneviève Rouault de Gamaches. Il s'éteindra le 11 décembre 1721 à Eigreville en Gâtinois non sans avoir vendu le fief de Lindebeuf à Gabriel Melchior, comte de la Myre, devenant ainsi seigneur de Yerville, Vibeuf, Lindebeuf et du Torp. Ce dernier, né le 6 janvier 1717, épouse en premières noces Marie Christine de Cardevacque d'Havricourt qui décède le 14 avril 1761. Il se remarie avec Lucie Philippine de Cardevac de Gouy le 14 février 1764.
De cette deuxième épouse, il aura un fils Alexandre Joseph Gabriel, né le 23 avril 1771, qui deviendra à son tour comte de la Myre et seigneur de Yerville, Vibeuf, Lindebeuf et du Torp tel qu'illustré dans l'ouvrage Nobiliaire de France par Nicolas Viton de Saint Allais.
Après la Révolution française, Alexandre Joseph Gabriel se mariera avec Élisabeth Le Pelletier d'Aunay le 10 octobre 1795. D'elle, il aura un fils Charles Philippe Gabriel de la Myre marié en 1817 à Antoinette Cécile Rouillé de Fontaine.

## Politique et administration

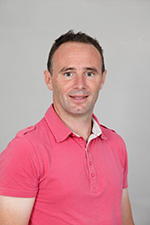
Julien Leseigneur, maire de la commune.

### Rattachements administratifs et électoraux
Rattachements administratifs
La commune se trouve depuis 1926 dans l'arrondissement de Rouen du département de la Seine-Maritime.
Elle faisait partie depuis 1801 du canton d'Yerville. Dans le cadre du redécoupage cantonal de 2014 en France, cette circonscription administrative territoriale a disparu, et le canton n'est plus qu'une circonscription électorale.
Lindebeuf relève du tribunal d'instance de Rouen, du tribunal de grande instance de Rouen, de la cour d'appel de Douai, du tribunal pour enfants de Rouen, du conseil de prud'hommes de Rouen, du tribunal de commerce de Rouen, du tribunal administratif de Rouen et de la cour administrative d'appel de Douai.
Rattachements électoraux
Pour les élections départementales, la commune fait partie depuis 2014 du canton d'Yvetot
Pour l'élection des députés, elle fait partie depuis 1988 de la dixième circonscription de la Seine-Maritime.

### Intercommunalité
Lindebeuf était membre de la communauté de communes d'Yerville-Plateau de Caux, un établissement public de coopération intercommunale (EPCI) à fiscalité propre créé en 2003.
Dans le cadre de l'approfondissement de la coopération intercommunale prévu par la loi portant nouvelle organisation territoriale de la République (Loi NOTRe) du 7 août 2015n la communauté de communes d'Yerville-Plateau de Caux  (11 073 habitants et la  communauté de communes du Plateau de Caux-Fleur de Lin (9 366 habitants) ont fusionné le 1er janvier 2017 pour former la communauté de communes Plateau de Caux-Doudeville-Yerville dont est désormais membre la commune.

### Administration municipale
Le nombre d'habitants au dernier recensement étant compris entre 100 et 499, le nombre de membres du conseil municipal est de 11.

### Liste des maires
Après trente-sept années à la tête de la commune, le doyen des maires du canton Claude Grenet ne s'est pas représenté en 2014

### Politique de développement durable
La collecte, l'élimination et la valorisation des ordures ménagères est confiée au SMITVAD du pays de Caux qui en assure le traitement.
La collecte des ordures ménagères est assurée tous les jeudis sauf les jours fériés.
La dépose des déchets résiduels des administrés peut être effectué selon leur nature dans des bacs de couleurs mis à disposition par la commune en divers emplacements. Ces déchets sont ensuite dirigés vers une filière de traitement adéquat pour être recyclés.

### Jumelages
Au 20 janvier 2014, Lindebeuf n'est jumelée avec aucune commune.

## Population et société

### Démographie
L'évolution du nombre d'habitants est connue à travers les recensements de la population effectués dans la commune depuis 1793. Pour les communes de moins de 10 000 habitants, une enquête de recensement portant sur toute la population est réalisée tous les cinq ans, les populations de référence des années intermédiaires étant quant à elles estimées par interpolation ou extrapolation. Pour la commune, le premier recensement exhaustif entrant dans le cadre du nouveau dispositif a été réalisé en 2008.

En 2022, la commune comptait 383 habitants, en évolution de −5,43 % par rapport à 2016 (Seine-Maritime : +0,35 %, France hors Mayotte : +2,11 %).
| 1793 | 1800 | 1806 | 1821 | 1831 | 1836 | 1841 | 1846 | 1851 |
| ---- | ---- | ---- | ---- | ---- | ---- | ---- | ---- | ---- |
| 658  | 630  | 628  | 652  | 747  | 774  | 732  | 758  | 716  |

| 1856 | 1861 | 1866 | 1872 | 1876 | 1881 | 1886 | 1891 | 1896 |
| ---- | ---- | ---- | ---- | ---- | ---- | ---- | ---- | ---- |
| 673  | 767  | 705  | 689  | 602  | 501  | 504  | 409  | 375  |

| 1901 | 1906 | 1911 | 1921 | 1926 | 1931 | 1936 | 1946 | 1954 |
| ---- | ---- | ---- | ---- | ---- | ---- | ---- | ---- | ---- |
| 323  | 344  | 318  | 284  | 267  | 267  | 270  | 251  | 258  |

| 1962 | 1968 | 1975 | 1982 | 1990 | 1999 | 2006 | 2008 | 2013 |
| ---- | ---- | ---- | ---- | ---- | ---- | ---- | ---- | ---- |
| 237  | 207  | 206  | 266  | 271  | 283  | 332  | 346  | 376  |

| 2018 | 2022 | - | - | - | - | - | - | - |
| ---- | ---- | - | - | - | - | - | - | - |
| 393  | 383  | - | - | - | - | - | - | - |

Les habitants de Lindebeuf sont appelés les Lindebeuviens.
En 2012, la répartition par tranche d'âge était la suivante :
- 0 à 14 ans : 23,4 %
- 15 à 29 ans : 17 %
- 30 à 44 ans : 23,7 %
- 45 à 59 ans : 17,8 %
- 60 et plus : 18,1 %

### Enseignement

#### Primaire
Les communes de Vibeuf, Boudeville, Lindebeuf et Torp-Mesnil sont associées au sein du regroupement pédagogique intercommunal « des mares et mesnils » qui comptait 203 élèves en 2012-2013. Au sein de ce regroupement, la commune de Lindebeuf administrait une école élémentaire comptant 27 élèves en 2012-2013.
À la rentrée 2013, une seconde classe a été ouverte à Lindebeuf.
Les élèves participent aux différentes commémorations et fêtes organisées localement.

#### Collège et lycées
Des bus scolaires passent tous les matins et soirs pour relier Lindebeuf à son collège de secteur, le collège Henri de Navarre à Yerville. Des transports scolaires sont aussi à disposition pour se rendre à Yvetot, afin d'avoir accès aux trois lycées de cette ville.

### Manifestations culturelles et festivités 2023
La commune organise chaque année de multiples événements, tels que  :
- Pâques - Chasse aux œufs: 7 avril
- La randonnée pédestre et vélo : 23 juin
- Lindebeuf en fête : 8 septembre
- La soirée moules frites : 20 juillet
- Concours de dominos : 9 septembre
- La soirée Harengs Beaujolais : 23 novembre

Des associations participent également à l'animation du village :
- L'association Qiqong se retrouve tous les mercredis matin.
- L'atelier théâtre se réunit tous les mardis soir à la salle polyvalente.
- Le club des aînés se réunit le jeudi tous les 15 jours.
- L'association pour l'animation, la co-éducation et de développement rural accueille les enfants entre 3 et 12 ans tous les mercredis en période scolaire à la salle des fêtes d'Yvecrique.

### Sports
Les activités sportives sont organisées au sein de l'association pour l'animation-jeunesse du canton de Doudeville (AACD),.

### Médias
Le quotidien régional Le Courrier cauchois consacre une page aux actualités de la commune.

### Cultes
L'église de Lindebeuf fait partie de la paroisse « Notre-Dame d’Yerville – Plateau de Caux » avec seize autres communes.
Depuis le 7 septembre 2014, la paroisse est administrée par le père Benoit Brentot, curé de Doudeville.

## Économie

### Revenus de la population et fiscalité
En 2011, le revenu fiscal médian par ménage était de 32 239 €, ce qui plaçait Lindebeuf au 12 007e rang parmi les 31 886 communes de plus de 49 ménages en métropole.
En 2009, 59,1 % des foyers fiscaux étaient imposables.

### Emploi
En 2009, la population âgée de 15 à 64 ans s'élevait à 225 personnes, parmi lesquelles on comptait 73,9 % d'actifs dont 68,0 % ayant un emploi et 5,9 % de chômeurs.
On comptait 45 emplois dans la zone d'emploi, contre 36 en 1999. Le nombre d'actifs ayant un emploi résidant dans la zone d'emploi étant de 153, l'indicateur de concentration d'emploi est de 29,5 %, ce qui signifie que la zone d'emploi offre moins d'un emploi pour trois habitants actifs.

### Entreprises et commerces
Au 31 décembre 2010, Lindebeuf comptait 17 établissements : 5 dans l’agriculture-sylviculture-pêche, aucun dans l'industrie, 3 dans la construction, 6 dans le commerce-transports-services divers et 3 étaient relatifs au secteur administratif.
Les cinq établissements classés dans « agriculture-sylviculture-pêche » travaillent d'une part le lait et la viande sous produit naturel, d'autre part le blé en cohabitation avec d'autres cultures telles que la betterave, la luzerne, le colza ou encore le lin dont la couleur bleue apparaît au mois de juin.
Le café tabac épicerie « Chez Gilles » offre une vie de village à tous les habitants ou aux visiteurs de passage.
Lindebeuf a aussi son producteur de miel local en la personne de Dominique Beaudry, situé 72 impasse de la forge.
On trouve aussi dans cette commune un garagiste, et un coiffeur ouvert qui a ouvert en 2022.

## Culture locale et patrimoine

### Lieux et monuments

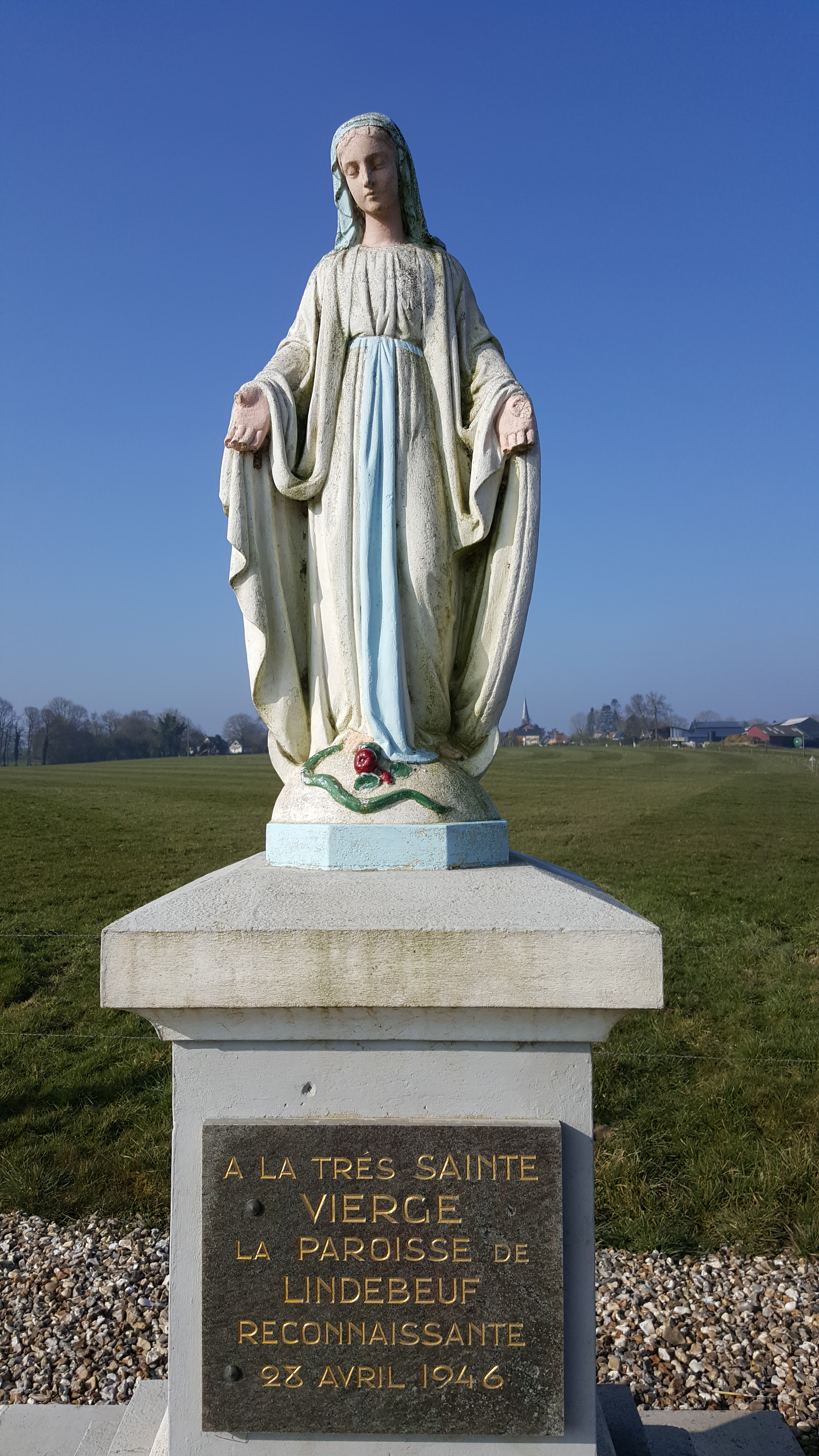
Vierge Mesnil Adde.

La commune ne compte aucun monument répertorié à l'inventaire des monuments historiques mais cinq lieux/monuments répertoriés à l'inventaire général du patrimoine culturel :
- maison du XVIIIe siècle[42] ;
- manoir[43] ;
- croix de cimetière de 1666[44] ;
- église paroissiale Notre-Dame de 1873[45] ;
- maisons et fermes[46].

Par ailleurs, elle ne compte aucun objet répertorié à l'inventaire des monuments historiques ni à l'inventaire général du patrimoine culturel.
On peut également citer :
- la « très sainte Vierge de la paroisse de Lindebeuf », https://commons.wikimedia.org/wiki/File:Vierge_Lindebeuf_Mesnil_Adde.jpg monument érigé le 28 avril 1946 en souvenir des bombardements de la Seconde Guerre mondiale qui ont épargné la commune ;
- le monument aux morts https://commons.wikimedia.org/wiki/File:Monument_aux_morts_Lindebeuf.jpg tout contre l'église de Lindebeuf ;
- le calvaire situé devant l'église de Lindebeuf https://commons.wikimedia.org/wiki/File:Calvaire_eglise_Lnidebeuf.jpg .

### Lindebeuf et ses églises

#### Église Saint-Lubin

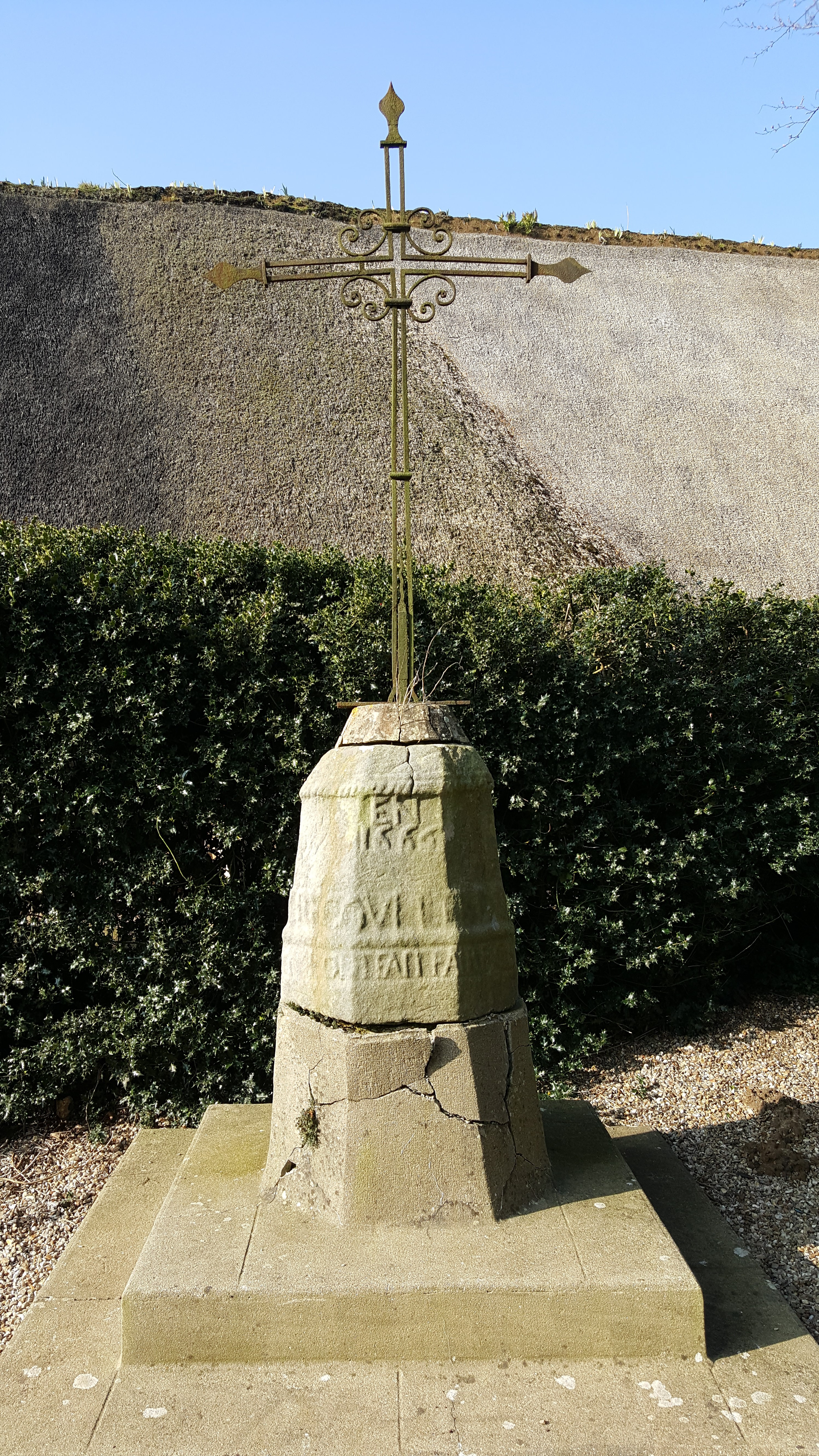
Calvaire église Lindebeuf.

Bien que primitivement seigneuriale comme toutes les autres, la première église de Lindebeuf placée sous le patronage de saint Lubin (16e évêque de Chartres) a été construite par Osberne, seigneur de Lindebeuf et du Torp, au début du XIe siècle. L'abbé Cochet, président du musée des Antiquités de la Seine-Inférieure, en a fait une description dans l'ouvrage Les Églises de l'arrondissement d'Yvetot paru en 1852.
C'est dans cette église Saint-Lubin que fut installée et baptisée en 1647 « Marie », la cloche qui fut ensuite placée dans la nouvelle église en 1872.
Les inspections des archevêques de Rouen et des doyens de Bacqueville donnent des renseignements sur l'église et son mobilier au XVIIe siècle.
Le 16 avril 1623, l'inspecteur constate que la nef, les fonts baptismaux, les saintes huiles sont en bon état à l'exception du chœur en ruine dont il ordonne la réparation aux dépens des décimateurs.
Le 20 juin 1714, Claude-Maur d'Aubigné en inspection dans la paroisse ordonne que l'on fasse un tabernacle neuf, dorer le ciboire, le petit croissant du soleil, la patère d'un des deux calices et d'avoir une petite boite d'argent close pour porter le saint viatique aux malades. Il demande que la statue de saint Sébastien soit revêtue de quelques étoffes en forme d'écharpe. Il ordonne de recrépir les murs de la nef et de reblanchir aussi ceux du chœur et le dessous du clocher.

#### Temple protestant
Le protestantisme fait son apparition vers 1520. Dans la paroisse de Lindebeuf, la première manifestation s'est tenue vers 1550 et l'église protestante de Luneray est fondée en 1557.
Vers 1560, François Martel, seigneur de Lindebeuf, fils de Nicolas seigneur de Bacqueville est comme son père protestant.
L'église réformée de Lindebeuf fut fondée en 1562.
Le temple ou Prêche de Lindebeuf fut édifié en 1603 et détruit par un arrêt du 23 avril 1665 à la demande de Sylvie Angélique de l'Hospital (marraine de la cloche « Marie »).
L'édifice devait se trouver sur le chemin de Yerville à Bacqueville entre les propriétés de M. Philippe et Montant.

#### Église Notre-Dame

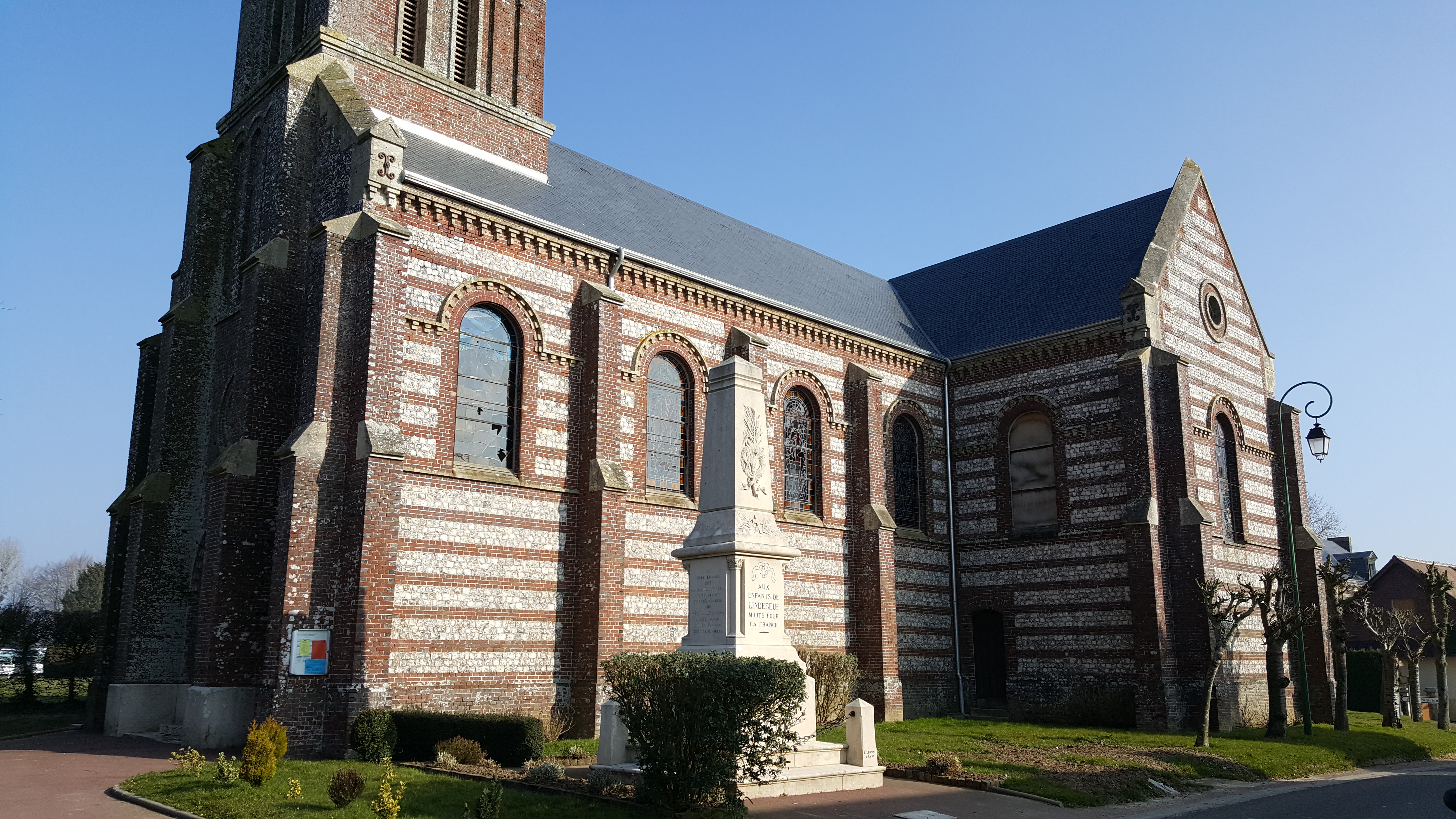
Église Lindebeuf.

La construction de la nouvelle église par l'architecte rouennais Émile Guesviller démarre en 1872 sur les bases de l'ancienne église de Saint-Lubin.
La première pierre (à droite à l'extérieur) scellée est bénite le 22 avril 1873 en présence de monsieur le doyen de Doudeville, de Louis Le Faucheur, maire de Lindebeuf et de l'abbé Bourrienne curé de la paroisse de Lindebeuf selon l'hebdomadaire La Semaine religieuse du 26 avril de la même année).
L'église se compose d'un narthex (avant-nef), de la nef, d'un transept à double chapelles et d'un chœur. Dès l'entrée, on remarque sur la gauche une pierre gravée datant de 1509 autrefois scellée sur le clocher de l'église de Saint-Lubin.
À droite, côté Sud, se trouve l'escalier donnant accès à « Marie » la cloche de l'église née en 1647.
Du narthex, on passe ensuite dans la nef dont l'ensemble est éclairée par vingt et une fenêtres.
Les chapelles Nord et Sud ainsi que le maître autel et l'abside du chœur complètent l'ensemble.

### Personnalités liées à la commune
- Achille Mélandri (1845-1905), photographe et journaliste est natif de la commune.

### Héraldique
| Blason de Lindebeuf | Blason  | Coupé : au 1er parti au I de gueules à une flamme d'or, au II d'argent à la terrasse de sinople, à un tilleul arraché au naturel brochant, au 2d d'azur à trois marteaux d'or rangés en fasce. |
| Blason de Lindebeuf | Détails | Le statut officiel du blason reste à déterminer. |

Les armes des seigneurs de Lindebeuf étaient « d'azur à trois marteaux d'or » (fonds Martainville manuscrit).
Les marteaux présents sur le blason des seigneurs de Lindebeuf font référence à la branche des Martel de Basqueville, martel signifiant en effet « marteau » en ancien français et en normand, à qui a appartenu la seigneurie de Lindebeuf, tout comme celle de Bacqueville (anciennement Basqueville).